# Bugatti Type 68
Bugatti Type 68 umfasst mehrere Entwürfe in Zusammenhang mit einem kleinen Pkw-Prototyp. Hersteller war Bugatti in Frankreich.

## Erster Motor
Der erste Vierzylinder-Reihenmotor hatte 45 mm Bohrung, 50 mm Hub und rechnerisch 318 cm³ Hubraum, wenngleich oft 330 cm³ Hubraum angegeben sind. Bemerkenswert ist die Vierventiltechnik.
Ettore Bugatti präsentierte den Motor auf dem Pariser Autosalon im Oktober 1946.

## Bugatti Type 68 B Roadster
Die Entwicklung begann laut einer Quelle 1942, laut einer zweiten 1944. Fertig war das Fahrzeug 1946/1947.
Es ist ein Kleinstwagen. Das Fahrgestell hat je nach Quelle 1600 mm oder 2200 mm Radstand und 1150 mm oder 1260 mm Spurweite. Das Chassis hat vorne eine Breite von 540 mm und hinten von 800 mm. Das Fahrzeug ist etwa 2900 mm lang und 1380 mm breit. Es ist ein offener Roadster.
Ein wassergekühlter Motor aus Leichtmetall treibt das Fahrzeug an. Er hat 48,5 mm Bohrung, 50 mm Hub und 369 cm³ Hubraum, nur zwei Ventile pro Zylinder, zwei Nockenwellen und einen Roots-Kompressor. Außerdem ist unter dem Motor ein Ölkühler angebracht. Die Höchstleistung wird bei 9000 Umdrehungen in der Minute erreicht, bei maximal möglichen 12.000 Umdrehungen. Eine Quelle nennt 48 PS Leistung. Steuerlich war das Fahrzeug in Frankreich mit 2 CV eingestuft. Die Motorleistung des Frontmotors wird über eine Kardanwelle an die Hinterachse übertragen.
Eine Quelle meint, dass nur ein Fahrzeug entstand.  Es ist erhalten geblieben und gehört zur Sammlung der Cité de l’Automobile in Mülhausen. Anlässlich der 1100-Jahr-Feier von Kassel war es 2013 dort zusammen mit anderen Fahrzeugen ausgestellt.
Es gibt Modellautomobile in zwei verschiedenen Farben im Maßstab 1:43.

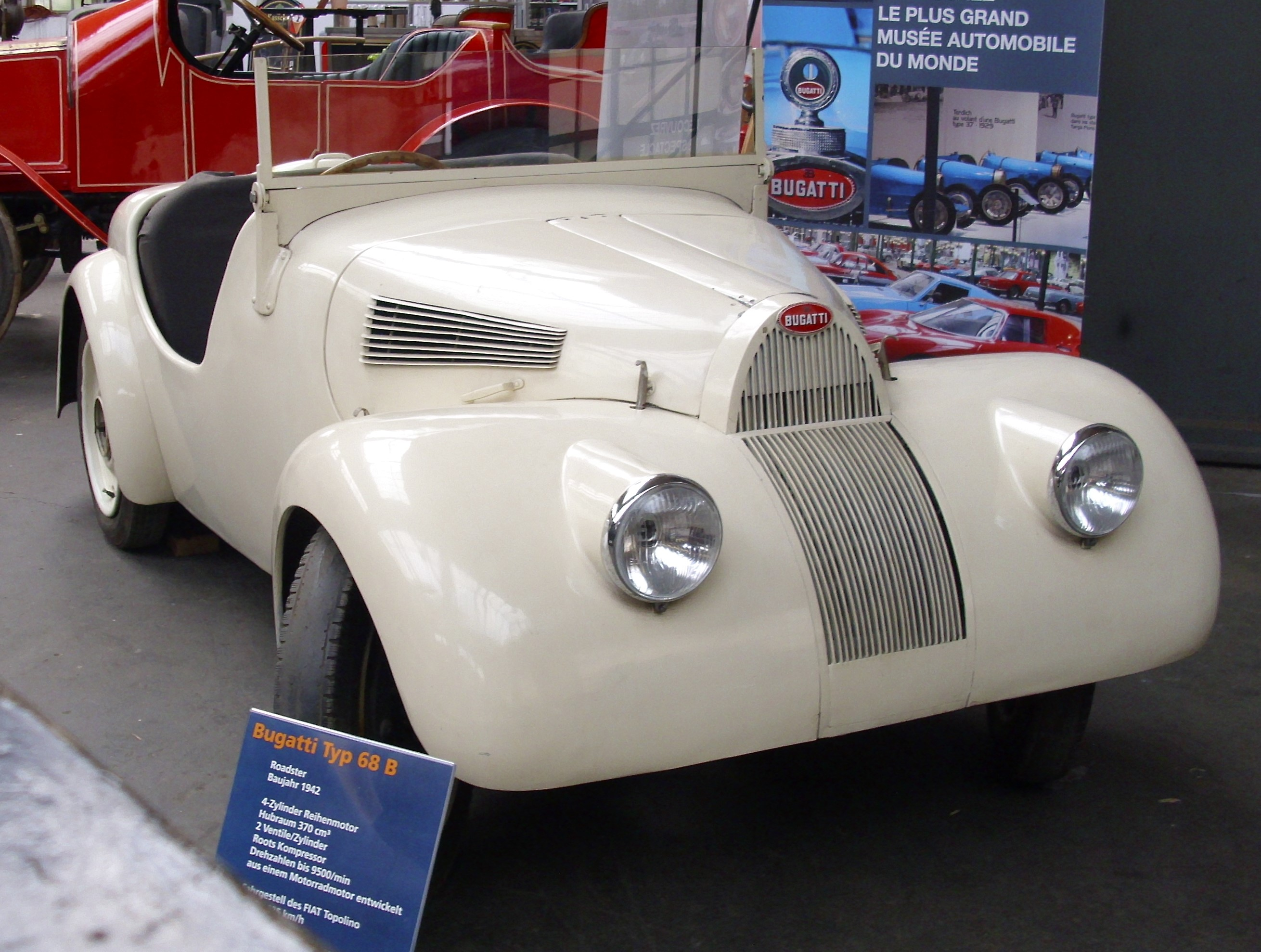
Roadster
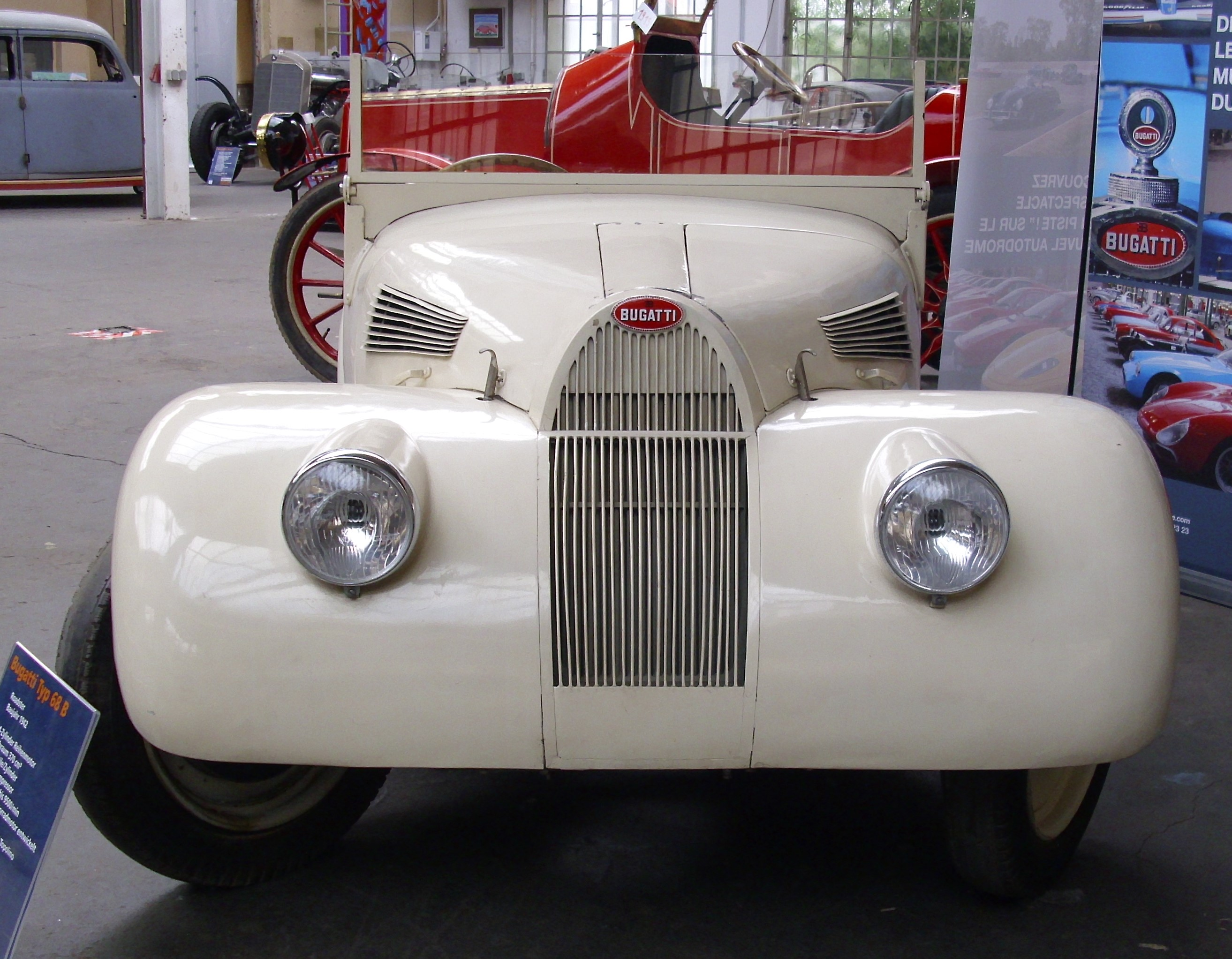
Frontansicht
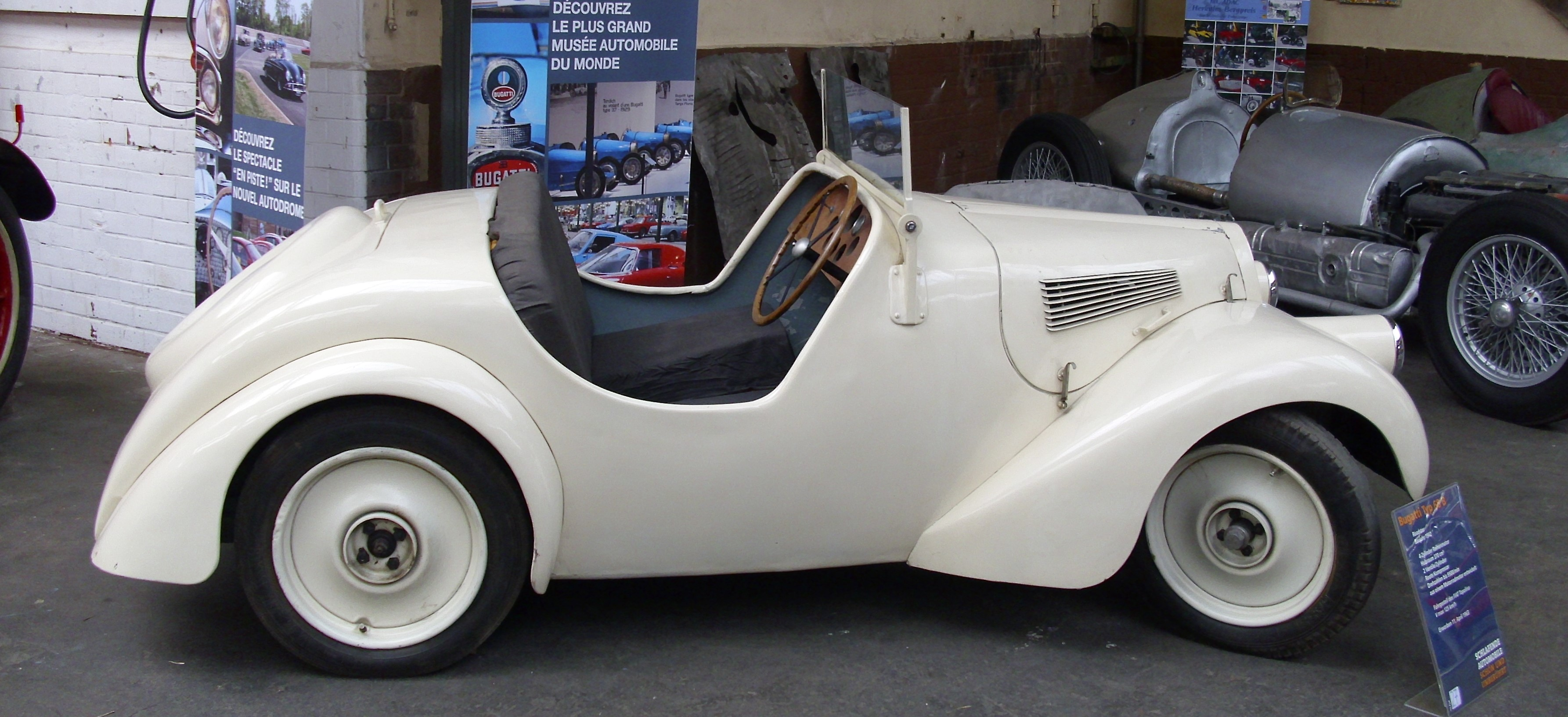
Seitenansicht

## Bugatti Type 68 Coupé
Der deutsche Bugatti-Sammler Uwe Hucke hatte Zeichnungen, Pläne und Bauteile für ein geplantes Coupé erworben. Er begann, damit ein Fahrzeug aufzubauen. Allerdings starb er 2002, lange vor der Vollendung. Nach der Fertigstellung wurde berichtet, dass Teile vom Fahrgestell und Motor sowie die Hinterachse original sind. Das Coupé mit Fließheck und Flügeltüren bietet Platz für zwei Personen und etwas Gepäck. Das Fahrzeug wurde im Februar 2018 auf der Rétromobile in Paris präsentiert. Es gibt ein Modell im Maßstab 1:43.

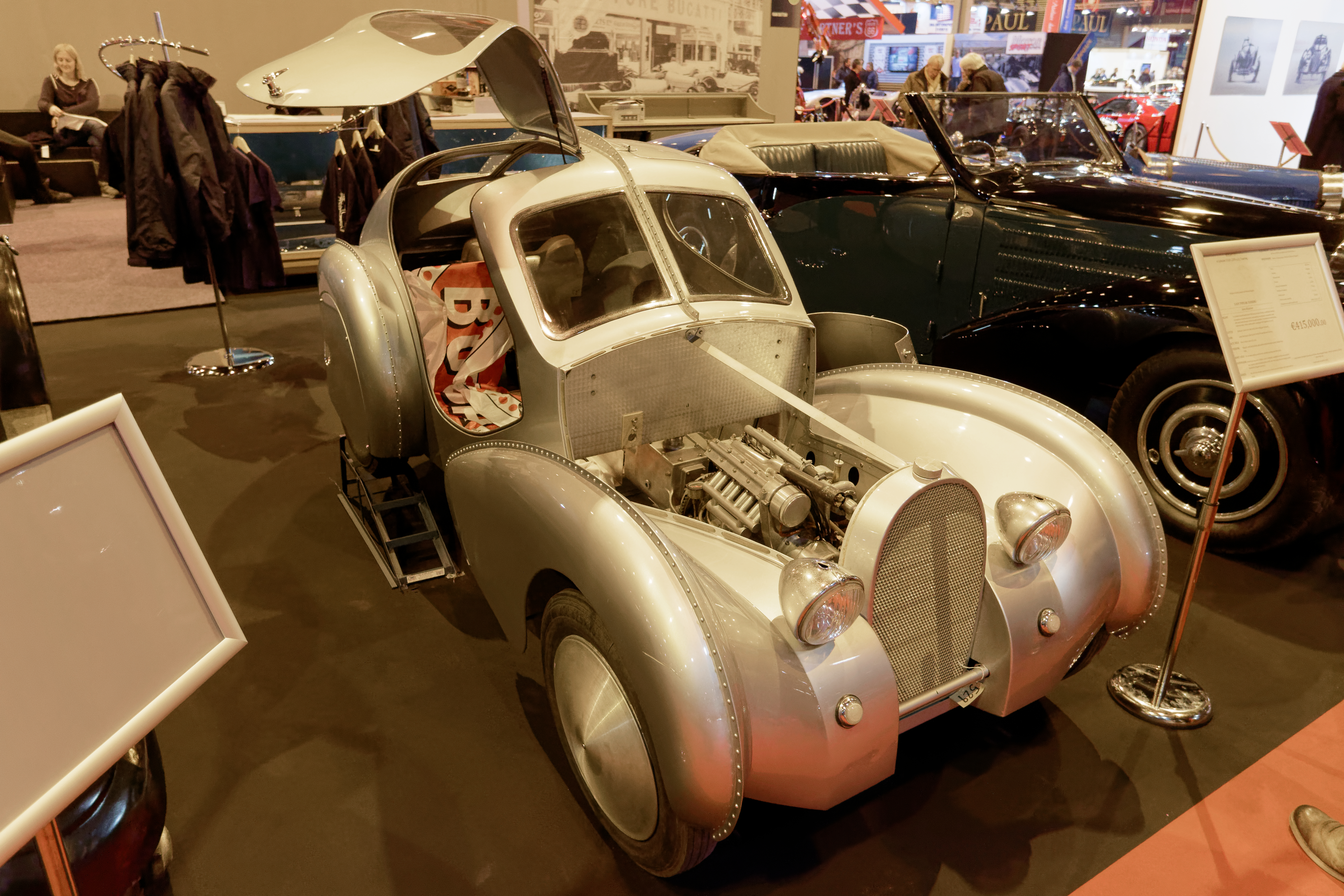
Coupé
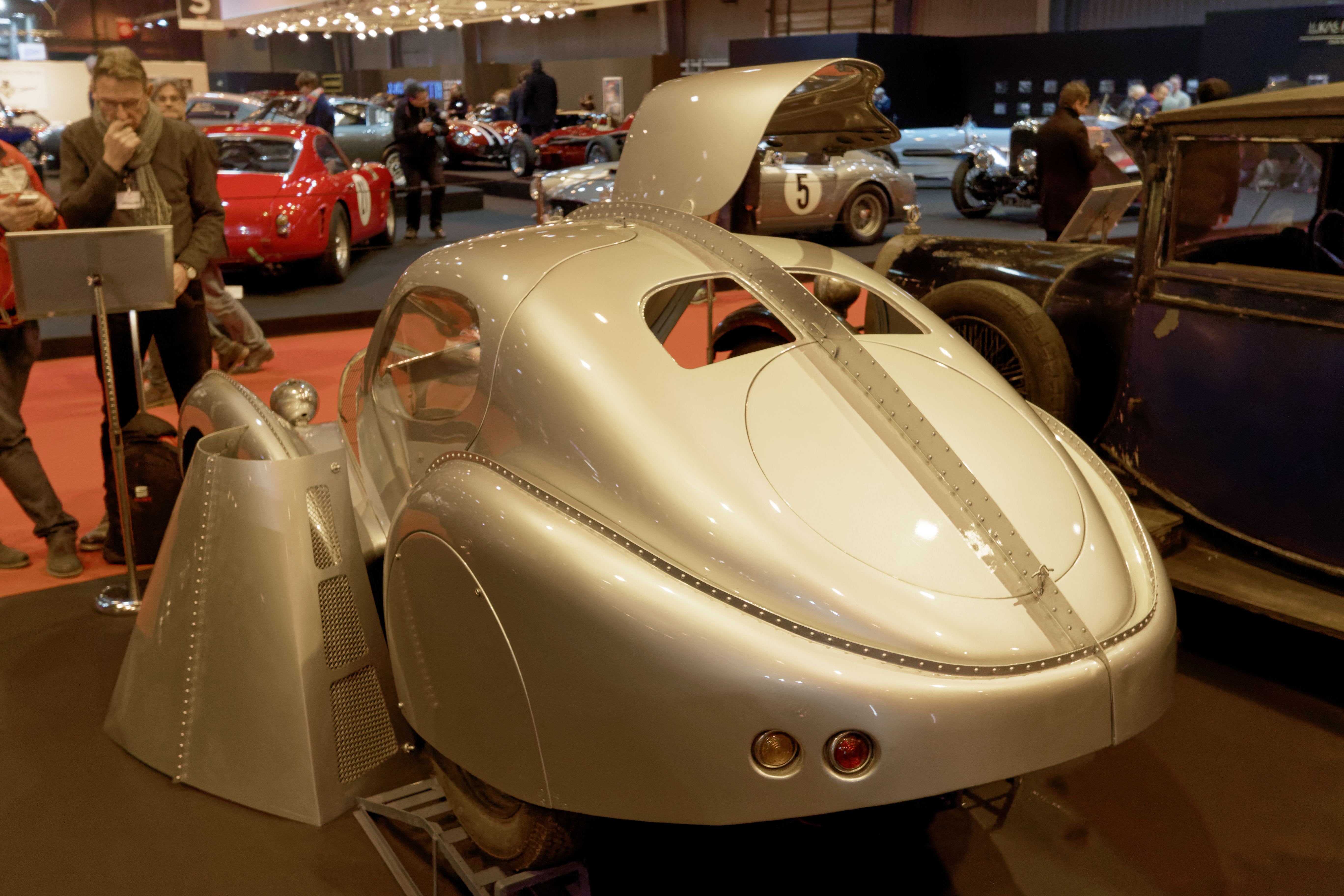
Heckansicht
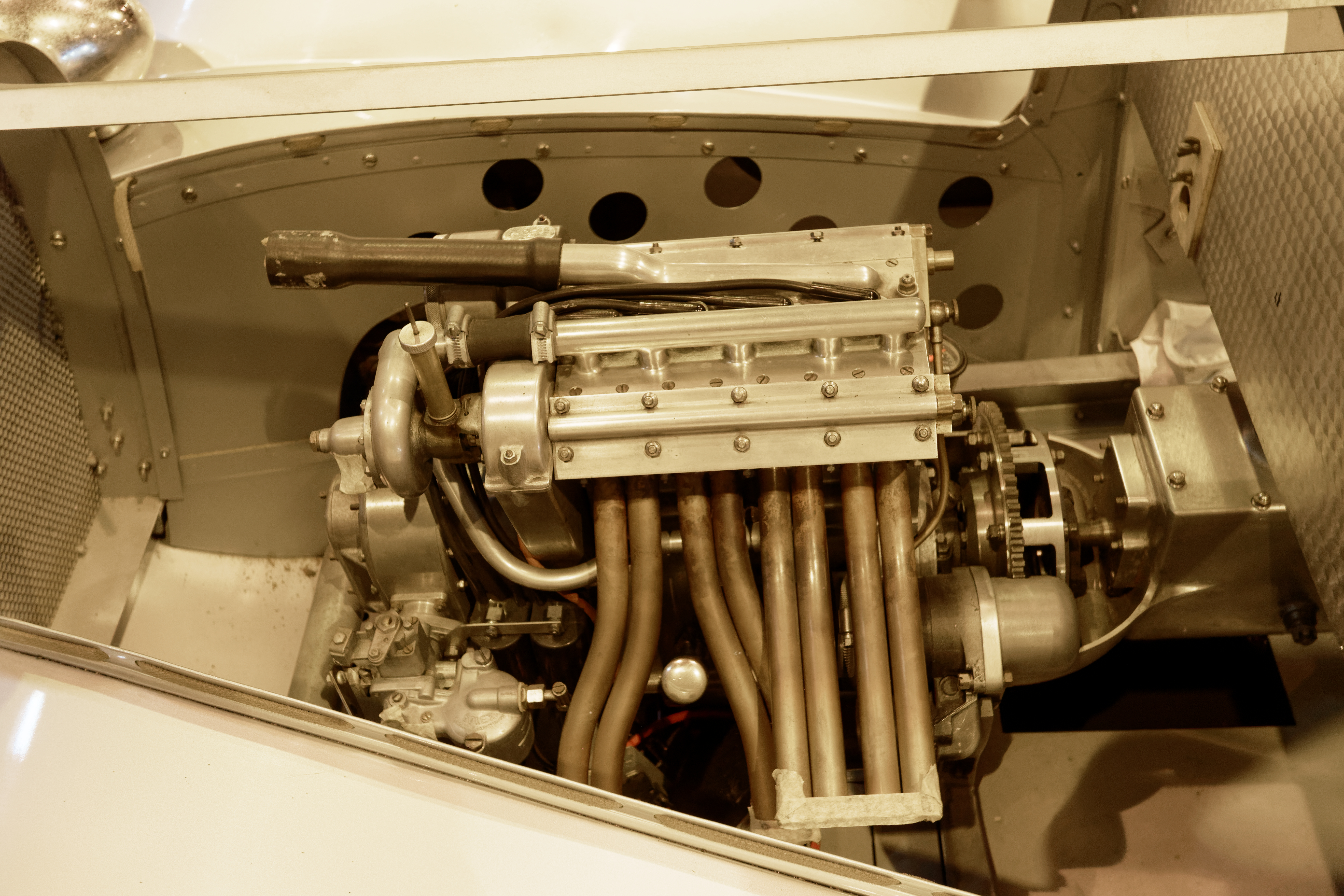
Motor